# Rupprecht Geiger
Rupprecht Geiger (Munique, 26 de janeiro de 1908 - Munique, 6 de dezembro de 2009) foi um escultor e pintor abstrato alemão proveniente de Munique, Alemanha. É sobretudo conhecido pelas suas pinturas coloridas e pela sua paixão pela cor vermelha.

## Biografia
Rupprecht Geiger nasceu em Munique e foi o filho único do pintor Willi Geiger. A sua paixão pela pintura surgiu durante as suas viagens de família em Espanha e quando acompanhava o pai nas suas viagens a Marrocos e às ilhas Canárias. Rupprecht Geiger acabou por frequentar entre 1926 e 1929 a Kunstgewerbeschule München, onde se licenciou em Arquitectura. Posteriormente, entre 1930 e 1935, Geiger estudou e leccionou Arquitectura em diversas instituições de ensino de Munique. Após ter concluído os seus estudos, Geiger trabalhou entre 1936 e 1940 em diversos gabinetes de arquitectura, também situados em Munique.
A sua actividade como arquitecto foi interrompida pela Segunda Guerra Mundial quando foi chamado para combater na frente oriental, junto à Polónia e à Rússia. Porém, Geiger era um autodidacta e, após ter sido incorporado na frente de batalha, começou a estudar pintura. Como resultado, Geiger trabalhou entre 1943 e 1944 como ilustrador de guerra na Ucrânia e na Grécia e, em 1948, apresentou a sua primeira pintura abstracta.
Depois da guerra, Rupprecht Geiger tornou-se num membro da Deutschen Künstlerbund e em 1949 co-fundou o grupo artístico ZEN 49 em Munique. Foi precisamente nesta altura que Geiger também se tornou num representante excepcional da pintura abstracta alemã. A sua arte foi reconhecida inclusive pela Hilla von Rebay, pintora alemã de renome e fundadora do Museum for Non-Objective Painting. Geiger concebeu as suas obras em torno do tema "Cor", preocupando-se sobretudo com os conceitos de redução e de claridade. Ele considerava cada cor como tendo um valor intrínseco e que seria através da sua forma que a sua força espiritual ganharia presença.
Na década de 50, Geiger ficou conhecido pelos suas obras em torno da cor vermelha, cor excepcionalmente admirada pelo pintor. Geiger afirmou inclusive: "Vermelho é vida, energia, potência, grandeza, amor, calor, força. Com a sua habilidade de estimular, ela tem uma função poderosa."
Rupprecht Geiger faleceu a 6 de Dezembro de 2009, em Munique. No seu antigo atelier, situado no distrito de Solin em Munique, encontra-se hoje o arquivo Geiger, responsável pela gestão das obras do autor e que oferece visitas guiadas públicas várias vezes ao ano.